# Бураново
Вижте пояснителната страница за други значения на Бураново.
Бураново е село в Западна България. То се намира в община Кочериново, област Кюстендил.

## География
Село Бураново се намира в хълмист район по поречието на река Струма.
Югозападен регион

## История
При избухването на Балканската война в 1912 година двама души от Бураново са доброволци в Македоно-одринското опълчение.

## Население
Численост и дял на етническите групи според преброяването на населението през 2011 г.:
|                     | Численост | Дял (в %) |
| Общо                | 169       | 100,00    |
| Българи             | 165       | 97,63     |
| Турци               | 0         | 0,00      |
| Цигани              | 0         | 0,00      |
| Други               | 0         | 0,00      |
| Не се самоопределят | 0         | 0,00      |
| Неотговорили        | 3         | 1,77      |

## Културни и природни забележителности
- Паметник на загиналите воини във Втората световна война, участвали в битките при Счупено бърдо – Югославия 1944 г. и при р. Драва – Унгария, през 1945 г.
- Черква „Пророк Илия“, построена през 1866 г.

## Редовни събития
Празникът на селото в миналото е бил  14 октомври.
Сега се празнува в съботата след Илинден, който се отбелязва на 20 юли.

## Личности
Родени в Бураново
- Панайот Тасев (1881 – 1966), български политик, кмет на Горна Джумая

Починали в Бураново
- Симеон Ангелов (? – 1902), български революционер